# Teorema de Meyers-Serrin
En anàlisi funcional, el teorema de Meyers-Serrin consisteix en l'equivalència de dues definicions diferents dels espais de Sóbolev. El seu enunciat és

## Definicions
Les notacions són les que s'usen en l'article espai de Sóbolev.
Sigui Ω un conjunt obert qualsevol (no buit) de {\displaystyle \mathbb {R} ^{n}}, dos conceptes que s'utilitzen sovint en la teoria de les equacions diferencials en derivades parcials i en el càlcul de variacions són els espais H  i els espais W.
Més precisament, si {\displaystyle m} és un nombre natural, {\displaystyle p} és un nombre real tal que {\displaystyle 1\leq p<\infty } i {\displaystyle \alpha } és un multi-índex, llavors
- {\displaystyle W^{m,p}} és l'espai de Sóbolev:

proveït de la norma: 
on
{\displaystyle D^{\alpha }u} és una derivada parcial de {\displaystyle u} en el sentit de les distribucions i 
{\displaystyle \|.\|_{\mathrm {L} ^{p}}} designa la norma de l'espai de Lebesgue {\displaystyle L^{p}(\Omega )}.
- '{\displaystyle H^{m,p}(\Omega )} és l'adherència dins de {\displaystyle W^{m,p}(\Omega )} de {\displaystyle C^{\infty }(\Omega )\cap W^{m,p}(\Omega )}.

amb
on
{\displaystyle D^{\alpha }u} és una derivada parcial de {\displaystyle u} en el sentit clàssic ({\displaystyle u\in C^{\infty }(\Omega )}).

## Observació
Abans de la publicació del teorema, la igualtat H = W  era demostrada per certs conjunts oberts Ω (que satisfessin certes propietats de regularitat).